# فوز عوامر (السوم)

تعديل مصدري - تعديل

فوز عوامر هي إحدى قرى عزلة السوم بمديرية السوم التابعة لمحافظة حضرموت، بلغ تعداد سكانها 43 نسمة حسب تعداد اليمن لعام 2004.